# 出口宇知麿
出口 宇知麿（でぐち うちまる、1903年（明治36年）1月15日 - 1973年（昭和48年）5月6日）は、日本の宗教家。大本教主補佐。教祖の出口王仁三郎の第三女・八重野の夫。本名は伊佐男で、「宇知麿」は王仁三郎に命名された宗教名。
愛媛県喜多郡大洲村（現・大洲市）の佐賀家に生まれる。1918年（大正7年）8月23日、綾部の皇道大本へ初参拝。10月に愛媛県立八幡浜商業学校（現愛媛県立八幡浜高等学校）本科1年を中退して、綾部へ移住し、大本で奉仕生活に入る。
1922年（大正11年）、王仁三郎の近侍となる。
1924年（大正13年）2月、八重野と結婚して出口家に婿入りする。同年4月、大本教主補佐に任命される。
大本エスペラント会会長、人類愛善会会長、人類愛善新聞社長、北国夕刊新聞社長、昭和青年会会長、昭和神聖会副統管など、大本の最重要職を歴任する。
1935年（昭和10年）12月8日の第二次大本事件で検挙され、投獄。王仁三郎、澄子と共に6年8か月の獄中生活を送る。
1946年（昭和21年）2月、王仁三郎は大本を「愛善苑」として新出発させる。王仁三郎は苑主となり、宇知麿は委員長に任ぜられる。
王仁三郎の昇天後、二代苑主となった澄子（王仁三郎の妻）は、世界連邦運動に積極的に取り組む。宇知麿は1950年12月、ジュネーブでの第1回世界連邦世界憲法制定会議に出席。
1952年（昭和27年）1月、文部省の宗教法人審議会委員。同年4月、大本総長（教主、教主補に次ぐ地位）に就任。
その後、世界連邦建設同盟の理事、副会長、また世界連邦世界協会の理事を務める。1965年（昭和45年）6月、サンフランシスコにおける世界連邦世界大会に日本代表団長として出席した。
1973年（昭和48年）3月、再び教主補佐に任命される。同年5月、京都府亀岡市の自宅にて昇天。

## 家族
妻
- 八重野（やえの） - 出口王仁三郎の第三女。

子
- 長男・出口和明（やすあき） - 作家。宗教家。
- 二男・佐賀雄美（いさみ） - 宇知麿は佐賀家の長男だったが出口家に婿入りしたため、雄美が佐賀家を継ぐことになった。